# جگرواش معمولی
جگرواش معمولی (نام علمی: Hepatica nobilis)، یک گیاه کوچک علفی پایا از تیرهٔ آلالگان است. این گیاه بومی اروپای قاره‌ای، ژاپن، شرق ایالات متحده و مرکز و شرق کانادا است.
این گیاه تا ارتفاع ۱۰ سانتی‌متر رشد می‌کند و انواع متنوعی دارد. در اوایل بهار شکوفه می‌دهد و گل‌هایی به رنگ سفید، صورتی یا آبی بسیار شبیه شقایق نعمانی دارد.
در کشت، این گیاه جایزهٔ انجمن سلطنتی باغبانی را کسب کرده‌است.